# Прието, Мигель Анхель
Мигель Анхель Прието Аданеро (исп. Miguel Ángel Prieto Adanero; род. 20 сентября 1964, Сеговия, Кастилия и Леон) — испанский легкоатлет, специалист по спортивной ходьбе. Выступал за сборную Испании по лёгкой атлетике в 1983—1992 и 2011—2012 годах, обладатель бронзовой медали чемпионата Европы, серебряный призёр Универсиады в Дуйсбурге, победитель и призёр первенств национального значения, участник летних Олимпийских игр в Барселоне.

## Биография
Мигель Анхель Прието родился 20 сентября 1964 года в городе Сеговия, автономное сообщество Кастилия-Леон.
Впервые заявил о себе в лёгкой атлетике на международном уровне в сезоне 1983 года, когда вошёл в состав испанской национальной сборной и выступил на юниорском европейском первенстве в Швехате, где в ходьбе на 10 000 метров стал пятым.
В 1985 году на Кубке мира по спортивной ходьбе в Сент-Джонсе финишировал седьмым на дистанции 20 км.
В 1986 году в дисциплине 20 км с личным рекордом 1:21:36 завоевал бронзовую награду на чемпионате Европы в Штутгарте, в то время как на иберо-американском чемпионате в Гаване стал четвёртым.
В 1987 году финишировал одиннадцатым в ходьбе на 5000 метров на чемпионате Европы в помещении в Льевене. В ходьбе на 20 км занял 35-е место на Кубке мира в Нью-Йорке и 27-е место на чемпионате мира в Риме.
На домашнем Кубке мира 1989 года в Оспиталете пришёл к финишу на 23-й позиции. Будучи студентом, представлял Испанию на Универсиаде в Дуйсбурге, где в ходьбе на 20 км получил серебро — с результатом 1:23:39 уступил здесь только итальянцу Вальтеру Арене.
В 1990 году одержал победу на чемпионате Испании в ходьбе на 20 км, занял 13-е место на чемпионате Европы в Сплите.
В 1991 году в дисциплине 5000 метров был четвёртым на чемпионате мира в помещении в Севилье. На дистанции 20 км занял 14-е место на Кубке мира в Сан-Хосе и 21-е место на чемпионате мира в Токио.
Благодаря череде удачных выступлений удостоился права защищать честь страны на летних Олимпийских играх 1992 года в Барселоне — в программе ходьбы на 20 км показал результат 1:26:38, расположившись в итоговом протоколе соревнований на десятой строке.
После барселонской Олимпиады Прието завершил спортивную карьеру и долгое время не принимал участия в крупных стартах. В 2010 году в возрасте 45 лет он вернулся в лёгкую атлетику и вновь попал в состав испанской сборной.
В 2011 году на Кубке Европы в Ольяне показал 13-й результат в личном зачёте 50 км и тем самым помог своим соотечественникам выиграть бронзовые медали командного зачёта.
На Кубке мира 2012 года в Саранске с результатом 4:19:52 занял в ходьбе на 50 км итоговое 58-е место.